# 鍾文音
鍾文音（1969年3月7日—），雲林縣二崙鄉人，畢業於淡江大學大眾傳播系，曾於美國紐約藝術學生聯盟學習油畫2年。曾任電影劇照師、記者，自2000年專職寫作至今，現為職業作家。
出生自二崙鄉永定村尖厝崙，屬詔安客家人。父親早逝，隨母親工作遷徙至台北，成年後長期獨自周遊列國。曾多次擔任國內外大學駐校作家，授課、閱讀與寫作。受邀參與愛荷華大學、柏林與香港浸會大學｢國際作家寫作計畫｣。以其深具在地與國際視野，且長期深耕文學領域，多次受邀擔任台灣及香港文學獎之評審。
鍾文音是90年代崛起的優秀小說家與散文家之一，曾獲得十多項臺灣重要文學獎項，包括中國文藝獎章、聯合報短篇小說獎、聯合報散文獎、中國時報短篇小說獎、長榮旅行文學獎、華航旅行文學獎、吳三連獎、林榮三文學獎等。
已出版之多部短篇小說集、長篇小說及散文集，創作質、量兼具。2011年陸續出版百萬字鉅作「台灣島嶼三部曲」：《豔歌行》、《短歌行》、《傷歌行》，備受矚目。爾後陸續發表《憂傷向誰傾訴》（2014）、《捨不得不見妳》（2017）以及長篇小說《想你到大海》（2018）等作品。2021年以長篇小說《別送》獲得台灣文學獎金典獎之年度大獎 、2023年再度以《別送》榮獲聯合報文學年度大獎。

## 著作

### 短篇小說集
- 《一天兩個人》（初版，探索，1998；新版，大田，2012）
- 《過去》（大田，2001）
- 《中途情書》（大田，2005）
- 《寫給你的日記》（大田，2019）

### 長篇小說
- 《慈悲情人》（大田，2009）
- 《女島紀行》（探索，1998）

［英譯本］吳介禎 C. J. Aanderson-Wu譯，“Woman Islands”（臺北：Serenity International，2011）
- 《從今而後》（大田，2000）
- 《在河左岸》（大田，2003）
- 《愛別離》（大田，2004）
- 《豔歌行》（大田，2006）（台灣島嶼百年物語之一）

［英譯本］吳介禎 C. J. Aanderson-Wu譯，“Decayed Lust”（臺北：Serenity International，2012）
- 《短歌行》（大田，2010）（長篇小說，台灣島嶼百年物語之二）

［日譯本］上田哲二・山口守・三木直大・池上貞子譯，《短歌行》（東京：作品社，2013）
- 《傷歌行》（大田，2011）（長篇小說，台灣島嶼百年物語之三）

［英譯本］許寶芳譯，“Decayed land”（臺北：Serenity International，2014）
- 《捨不得不見妳》（大田，2017）
- 《凡人女神》（《女島紀行》20週年復刻增修版）（馬可孛羅，2018）
- 《想你到大海》（大田，2018）
- 《溝》（大田，2020）
- 《別送》（麥田，2021）
- 《命中注定誰是你——甲木薩與雲遊僧傳奇》（木馬，2022）
- 《木淚——阿努 阿娜 阿米哈》（麥田，2023）

### 圖文書
- 《裝著心的行李》（玉山社，2000）
- 《暗室微光》（大田，2012）
- 《我虧欠我所愛的人甚多》（木馬，2013）

### 散文集
- 《寫給你的日記》（初版：大田，1999；新版：大田，2019）
- 《台灣美術山川行旅圖》（新新聞，1999）
- 《昨日重現——物件和影像的家族史》，（大田，2001）
- 《遠逝的芳香》（玉山，2001）
- 《永遠的橄欖樹》（大田，2002）（散文）
- 《奢華的時光》（玉山社，2002）
- 《情人的城市》（大田，2003）
- 《美麗的苦痛》（大田，2004）
- 《山城的微笑——不浪漫的旅程》（地球書房，2004）
- 《廢墟的靈光——重返佛陀的時代》，（地球書房，2004）
- 《最美的旅程》（閱讀地球，2004）
- 《孤獨的房間》（玉山社，2005）
- 《三城三戀》（大田，2007）
- 《少女老樣子》（大田，2008）
- 《大文豪與冰淇淋》（大田，2008）
- 《憂傷向誰傾訴》（2014，大田）
- 《最後的情人——莒哈絲海岸》（大田，2015）
- 《訣離記》（大田，2023）
- 《文青櫃姐聊天室：那些失去與懸念的故事》（大田，2025）

## 得獎紀錄
- 1994，聯合文學小說新人獎（第8屆）短篇小說佳作：〈怨懟街〉
- 1998，時報文學獎（第21屆）短篇小說甄選獎佳作：〈微醺的高原〉
- 2000，時報文學獎（第23屆）短篇小說甄選獎第二名：〈前往秘密基地〉
- 2003，雲林文化獎（第一屆）文學類：《昨日重現》、《在河左岸》
- 2005，林榮三文學獎（第一屆），短篇小說獎：〈鏽〉
- 2005，林榮三文學獎（第一屆），散文獎三獎：〈城市演習〉
- 2005，吳三連獎（第28屆）散文類：送審作品七種，《昨日重現》、《台灣美術山川行旅圖》等七種。
- 2021，台灣文學獎（第17屆），金典獎年度大獎：《別送》
- 2023，聯合報文學大獎（第10屆），評審推薦代表作：《別送》
- 2024，紅樓夢獎（第十屆）專家推薦獎：《木淚》

## 外部連結
- 鍾文音美麗新世界 （页面存档备份，存于）
- http://www.cna.com.tw/postwrite/Detail/156416.aspx#.VB-rUjMVFjo （页面存档备份，存于）
- 從「豔歌行」到「傷歌行」－關於鍾文音小說三部曲創作的分享 （页面存档备份，存于）, 國立東華大學
- 鍾文音 文學與世界的旅行, 國立成功大學
- 2011年11月號，vol.695，幼獅文藝：以家族，表幀百年風景。